# 相良晃長
相良 晃長（さがら みつなが）は、江戸時代中期の肥後国人吉藩主。第8代藩主・相良頼央の養子として、宝暦9年（1759年）から宝暦12年（1762年）まで藩主の地位にあり、公式には第9代藩主とされる1人目の人物である（後述）。

## 生涯
宝暦2年（1752年）2月20日、日向国高鍋藩の第6代藩主・秋月種美の三男として誕生した。兄に有名な出羽国米沢藩の第9代藩主・上杉鷹山（治憲）がいる。
宝暦9年（1759年）12月11日、頼央が暗殺されたため、末期養子に迎えられて家督を継いだ。相良家と秋月家の間には、領地が近いという関係の他、6代藩主・相良長在の正室・寿昌院が秋月家出身（種美の姉で晃長の伯母）という縁もあった。頼央の生前に仮養子として届出されており、当初は兄の松三郎（鷹山）が養子に望まれていたが、既に上杉家との養子縁組の交渉が進行中だったため、代わって弟の長次郎（晃長）が指名された。
生来病弱であった晃長は、3年後の宝暦12年（1762年）2月4日に早世した。享年11。
継嗣はなく、秋月家と同様に相良家の縁戚に当たる大納言・鷲尾隆熙の子である頼完を新たな藩主として迎えた。しかし、頼完は晃長より年長で、さらに17歳未満では末期養子は認められないことから、人吉藩では無嗣断絶による改易を恐れて、晃長の病状は回復し、その後に頼完と改名したということにした。つまり、幕府には晃長と頼完を同一人物であるということにして処理し、さらに公式系譜も改竄した。

## 系譜
父母
- 秋月種美（実父）
- 相良頼央（養父）